# Gerhard Matzky
Gerhard Matzky (Küstrin; 19 de marzo de 1894 -  Bad Godesberg; 9 de junio de 1983) fue un general de infantería alemán de la Wehrmacht durante la Segunda Guerra Mundial y más tarde teniente general de la Bundeswehr.

## Biografía
Después de graduarse en la escuela secundaria, Matzky se unió en 1912 en Opole al 4.º Regimiento de Infantería N.° 63 de la Alta Silesia del ejército prusiano como cadete de bandera. Después de asistir a la escuela de guerra en Neisse, Matzky fue ascendido a teniente en 1913. Al principio él fue asignado allí como oficial docente a la Escuela de Suboficiales en Treptow. Desde agosto de 1914, Matzky trabajó como comandante de pelotón y más tarde como comandante de compañía y ordenanza en su regimiento regular durante la Primera Guerra Mundial. El 15 de octubre de 1916 fue ascendido a primer teniente. Por sus méritos durante esa guerra, Matzky recibió ambas clases de la Cruz de Hierro y además la insignia de plata del herido.
Después del final de la guerra, Matzky sirvió en la Guardia de Fronteras Orientales en Silesia hasta que fue aceptado en la Reichswehr como primer teniente. A principios de 1920, él fue posicionado en el ejército interino del 15.º Regimiento de Infantería de la Reichswehr y más tarde se convirtió en parte del 7.º Regimiento de infantería (prusiano). El 1 de octubre de 1921, Matzky  fue nombrado oficial de escuadrón del 4.º Regimiento de Caballería (prusiano) estacionado en Potsdam. En noviembre de 1923, Matzky fue ascendido a capitán y en 1924 fue transferido a la 4.ª batería del 4.º Regimiento de Artillería en Bautzen.
De 1924 a 1927 Matzky fue miembro del Estado Mayor del Grupo de Comandos 2 en Kassel. En 1928 fue llamado al Ministerio de la Reichswehr en Berlín y más tarde participó en las negociaciones de desarme de Ginebra. Después de ello Matzky fue transferido a Rathenow al estado mayor del 3.er Regimiento de Caballería (prusiano) y en octubre de 1930 se convirtió en jefe de la 3.ª Compañía del 2.º Regimiento de Infantería (prusiano) en Ortelsburg. Durante esta misión Matzky fue ascendido a mayor en 1932 y luego fue llamado de forma repetida al Ministerio de la Reichswehr. En abril de 1934 él fue nombrado Primer Oficial del Estado Mayor General del estado mayor de la 7.ª División y como tal transferido a Múnich. El 1 de octubre de 1934 Matzky fue ascendido a teniente coronel.
En la primavera de 1935 Matzky fue nombrado primer oficial de estado mayor de la Comandancia General del VII. Cuerpo de Ejército en Múnich y en octubre de 1936 fue transferido en el mismo puesto en el  Comando de Grupo en Berlín. Allí fue ascendido a coronel el 1 de abril de 1937. Desde el 15 de septiembre de 1938 hasta el 30 de noviembre de 1940, Matzky fue agregado militar en la embajada de Alemania en Tokio. Desde enero de 1941 fue intendente jefe del Estado Mayor del Ejército y fue ascendido allí a general de división en abril de 1941. En noviembre de 1942 él fue trasladado a la reserva de liderazgo y desde enero de 1943 se convirtió en comandante de la 21.ª División de Infantería. Allí fue ascendido a teniente general el 20 de abril de 1943. En marzo de 1944, Matzky asumió el mando del XXVIII. Cuerpo de Ejército y el 5 de abril de 1944 recibió la Cruz de Caballero de la Cruz de Hierro. También fue mencionado en el informe de la Wehrmacht seis días después.De mayo a julio de 1944 estuvo nuevamente en la reserva de liderazgo y luego fue puesto a cargo del XXVI. Cuerpo de Ejército. Fue ascendido a general de infantería en septiembre de 1944 y al mismo tiempo nombrado comandante general del XXVI. Cuerpo de Ejército. En abril de 1945 Matzky se convirtió adicionalmente en comandante general del Comando General del LV. Cuerpo de Ejército. El 12 de abril de 1945 él fue nombrado comandante de la fortaleza de Pillau. Al final de la guerra Matzky logró escapar a Schleswig-Holstein y se convirtió luego en prisionero de guerra británico hasta principios de 1948.
Después de la guerra y hasta 1951, Matzky trabajó como librero y escritor. A partir de 1951 recibió el encargo de inspector y fue encargado en contribuir a la creación de la Guardia Fronteriza Federal. En 1952, fue nombrado comandante de la Guardia de Fronteras Occidental. Más tarde, en 1956, Matzky se unió a la Bundeswehr y se convirtió en ella en comandante general del I. Cuerpo en Münster. Se jubiló en febrero de 1960. Después Matzky fue presidente de la Asociación de Soldados Alemanes (VdS) de 1965 a 1978. En abril de 1967, él recibió la Gran Cruz Federal al Mérito con Estrella.

## Literatura
- Archivo Biográfico Internacional del 23 de julio de 1962